# Championnat du Pérou de football 1988
Navigation
Saison précédente Saison suivante
La saison 1988 du Championnat du Pérou de football est la soixantième édition du championnat de première division au Pérou. La compétition regroupe trente-sept équipes du pays et se décompose en trois phases et deux tournois.
Le premier voit les équipes réparties en cinq poules régionales (Metropolitano A et B, Nord, Centre et Sud) où les clubs se rencontrent deux fois. Les meilleures formations de chaque secteur se qualifient pour la Liguilla Regional et le Torneo Descentralizado, les deux compétitions au niveau national.
La deuxième phase est la Liguilla Regional, qui est disputée par les six meilleures équipes de première phase, sous forme de poule unique où les équipes ne se rencontrent qu'une seule fois. L'équipe qui remporte la Liguilla Regional se qualifie pour la finale nationale pour le titre et obtient également son billet pour la prochaine Copa Libertadores.
La troisième phase est le Torneo Descentralizado. Les douze meilleures équipes de première phase sont regroupées au sein d'une seule poule, où elles se rencontrent deux fois, à domicile et à l'extérieur. À l'issue du tournoi, les six premiers disputent la Liguilla. Le vainqueur de cette Liguilla se qualifie pour la finale nationale et la Copa Libertadores.
C'est le club du Sporting Cristal, vainqueur du Torneo Descentralizado, qui remporte le championnat après avoir battu le tenant du titre, l'Universitario de Deportes (vainqueur de la Liguilla Regional) lors de la finale nationale. C'est le 9e titre de champion du Pérou de l'histoire du club.

## Compétition
Le barème utilisé pour établir les différents classements est le suivant :
- Victoire : 2 points
- Match nul : 1 point
- Défaite, forfait ou abandon : 0 point

### Première phase

#### Metropolitano
Groupe A :
| Rang | Équipe                      | Pts | J  | G | N | P | Bp | Bc | Diff |
| ---- | --------------------------- | --- | -- | - | - | - | -- | -- | ---- |
| 1    | Universitario de Deportes T | 16  | 12 | 7 | 2 | 3 | 19 | 7  | +12  |
| 2    | San Agustín                 | 16  | 12 | 6 | 4 | 2 | 16 | 13 | +3   |
| 3    | Sporting Cristal            | 13  | 12 | 4 | 5 | 3 | 16 | 13 | +3   |
| 4    | Asociación Estadio La Unión | 11  | 12 | 4 | 3 | 5 | 12 | 14 | -2   |
| 5    | Colegio Nacional Iquitos    | 10  | 12 | 3 | 4 | 5 | 10 | 15 | -5   |
| 6    | Guardia Republicana         | 5   | 12 | 0 | 5 | 7 | 9  | 26 | -17  |

|  | Qualification pour la Liguilla Regional      |
|  | Qualification pour le Torneo Descentralizado |
|  | T : Tenant du titre                          |

Groupe B :
| Rang | Équipe                          | Pts | J  | G | N | P | Bp | Bc | Diff |
| ---- | ------------------------------- | --- | -- | - | - | - | -- | -- | ---- |
| 1    | Unión Huaral                    | 17  | 12 | 6 | 5 | 1 | 20 | 10 | +10  |
| 2    | Octavio Espinosa                | 15  | 12 | 5 | 5 | 2 | 15 | 12 | +3   |
| 3    | Club Centro Deportivo Municipal | 13  | 12 | 6 | 1 | 5 | 15 | 9  | +6   |
| 4    | Alianza Lima                    | 13  | 12 | 5 | 3 | 4 | 10 | 7  | +3   |
| 5    | Juventud La Joya                | 9   | 12 | 3 | 3 | 6 | 9  | 18 | -9   |
| 6    | Sportivo Internazionale         | 6   | 12 | 2 | 2 | 8 | 10 | 17 | -7   |

|  | Qualification pour la Liguilla Regional      |
|  | Qualification pour le Torneo Descentralizado |
|  | T : Tenant du titre                          |

#### Nord
| Rang | Équipe                           | Pts | J  | G | N | P | Bp | Bc | Diff |
| ---- | -------------------------------- | --- | -- | - | - | - | -- | -- | ---- |
| 1    | Alianza Atlético                 | 24  | 16 | 9 | 6 | 1 | 21 | 9  | +12  |
| 2    | Universidad Técnica de Cajamarca | 19  | 16 | 7 | 5 | 4 | 20 | 13 | +7   |
| 3    | Carlos A. Mannucci               | 18  | 16 | 6 | 6 | 4 | 14 | 10 | +4   |
| 4    | Atlético Grau                    | 15  | 16 | 4 | 7 | 5 | 18 | 15 | +3   |
| 5    | Deportivo Cañaña                 | 15  | 16 | 3 | 9 | 4 | 13 | 14 | -1   |
| 6    | Libertad de Trujillo             | 14  | 16 | 3 | 8 | 5 | 11 | 13 | -2   |
| 7    | Juan Aurich                      | 13  | 16 | 2 | 9 | 5 | 11 | 16 | -5   |
| 8    | 15 de Setiembre                  | 13  | 16 | 3 | 7 | 6 | 15 | 23 | -8   |
| 9    | Hungaritos Agustinos             | 13  | 16 | 3 | 7 | 6 | 13 | 23 | -10  |

|  | Qualification pour la Liguilla Regional et le Torneo Descentralizado |
|  | Qualification pour le Torneo Descentralizado                         |

#### Centre
| Rang | Équipe                     | Pts | J  | G | N | P | Bp | Bc | Diff |
| ---- | -------------------------- | --- | -- | - | - | - | -- | -- | ---- |
| 1    | Deportivo Junín            | 18  | 14 | 6 | 6 | 2 | 21 | 12 | +9   |
| 2    | Mina San Vicente           | 18  | 14 | 6 | 6 | 2 | 15 | 8  | +7   |
| 3    | Unión Minas                | 17  | 14 | 6 | 5 | 3 | 18 | 13 | +5   |
| 4    | León de Huánuco            | 14  | 14 | 5 | 4 | 5 | 11 | 15 | -4   |
| 5    | Asociación Deportiva Tarma | 13  | 14 | 4 | 5 | 5 | 13 | 13 | 0    |
| 6    | Deportivo Pucallpa         | 13  | 14 | 5 | 3 | 6 | 10 | 14 | -4   |
| 7    | Alipio Ponce               | 10  | 14 | 1 | 8 | 5 | 10 | 17 | -7   |
| 8    | Defensor ANDA              | 9   | 14 | 3 | 3 | 8 | 8  | 14 | -6   |

|  | Qualification pour la Liguilla Regional et le Torneo Descentralizado |
|  | Qualification pour le Torneo Descentralizado                         |

#### Sud
| Rang | Équipe              | Pts | J  | G  | N | P | Bp | Bc | Diff |
| ---- | ------------------- | --- | -- | -- | - | - | -- | -- | ---- |
| 1    | Cienciano del Cusco | 22  | 14 | 10 | 2 | 2 | 30 | 9  | +21  |
| 2    | FBC Melgar          | 21  | 14 | 10 | 1 | 3 | 33 | 15 | +18  |
| 3    | Coronel Bolognesi   | 18  | 14 | 8  | 2 | 4 | 22 | 13 | +9   |
| 4    | Alfonso Ugarte      | 14  | 14 | 5  | 4 | 5 | 13 | 11 | +2   |
| 5    | Deportivo Tintaya   | 10  | 14 | 3  | 4 | 7 | 18 | 31 | -13  |
| 6    | Diablos Rojos       | 9   | 14 | 4  | 1 | 9 | 12 | 20 | -8   |
| 7    | Atlético Huracán    | 9   | 14 | 3  | 3 | 8 | 14 | 24 | -10  |
| 8    | Alianza Naval       | 9   | 14 | 3  | 3 | 8 | 15 | 34 | -19  |

|  | Qualification pour la Liguilla Regional et le Torneo Descentralizado |
|  | Qualification pour le Torneo Descentralizado                         |

### Liguilla Regional
| Rang | Équipe                    | Pts | J | G | N | P | Bp | Bc | Diff |
| ---- | ------------------------- | --- | - | - | - | - | -- | -- | ---- |
| 1    | Universitario de Deportes | 8   | 5 | 3 | 2 | 0 | 10 | 1  | +9   |
| 2    | Unión Huaral              | 7   | 5 | 3 | 1 | 1 | 9  | 3  | +6   |
| 3    | Alianza Atlético          | 5   | 5 | 1 | 3 | 1 | 5  | 5  | 0    |
| 4    | Deportivo Junín           | 4   | 5 | 1 | 2 | 2 | 5  | 12 | -7   |
| 5    | San Agustín               | 3   | 5 | 1 | 1 | 3 | 6  | 9  | -3   |
| 6    | Cienciano del Cusco       | 3   | 5 | 1 | 1 | 3 | 5  | 10 | -5   |

|  | Qualification pour la Copa Libertadores 1989 |

### Torneo Descentralizado

#### Classement
| Rang | Équipe                           | Pts | J  | G  | N | P  | Bp | Bc | Diff |
| ---- | -------------------------------- | --- | -- | -- | - | -- | -- | -- | ---- |
| 1    | Sporting Cristal                 | 28  | 22 | 11 | 6 | 5  | 28 | 15 | +13  |
| 2    | Alianza Atlético                 | 27  | 22 | 12 | 3 | 7  | 29 | 23 | +6   |
| 3    | Universitario de Deportes T      | 26  | 22 | 10 | 6 | 6  | 42 | 20 | +22  |
| 4    | Unión Huaral                     | 26  | 22 | 11 | 4 | 7  | 34 | 27 | +7   |
| 5    | Octavio Espinosa                 | 24  | 22 | 10 | 4 | 8  | 32 | 29 | +3   |
| 6    | Universidad Técnica de Cajamarca | 24  | 22 | 9  | 6 | 7  | 28 | 25 | +3   |
| 7    | Deportivo Junín                  | 22  | 22 | 9  | 4 | 9  | 29 | 23 | +6   |
| 8    | Cienciano del Cusco              | 20  | 22 | 7  | 6 | 9  | 27 | 35 | -8   |
| 9    | FBC Melgar                       | 19  | 22 | 7  | 5 | 10 | 33 | 39 | -6   |
| 10   | San Agustín                      | 18  | 22 | 5  | 8 | 9  | 19 | 33 | -14  |
| 11   | Club Centro Deportivo Municipal  | 17  | 22 | 5  | 7 | 10 | 25 | 33 | -8   |
| 12   | Mina San Vicente                 | 13  | 22 | 3  | 7 | 12 | 13 | 37 | -24  |

|  | Qualification pour la Liguilla |

#### Liguilla
- L'Alianza Lima rejoint les cinq équipes qualifiées après avoir remporté le Torneo Descentralizado B, tournoi qualificatif qui regroupe les équipes éliminées à l'issue de la première phase.

| Rang | Équipe                      | Pts | J | G | N | P | Bp | Bc | Diff |
| ---- | --------------------------- | --- | - | - | - | - | -- | -- | ---- |
| 1    | Sporting Cristal            | 8   | 5 | 2 | 2 | 1 | 3  | 2  | +1   |
| 2    | Universitario de Deportes T | 7   | 5 | 2 | 3 | 0 | 6  | 3  | +3   |
| 3    | Alianza Atlético            | 6   | 5 | 2 | 1 | 2 | 4  | 4  | 0    |
| 4    | Octavio Espinosa            | 5   | 5 | 1 | 3 | 1 | 5  | 4  | +1   |
| 5    | Unión Huaral                | 4   | 5 | 1 | 2 | 2 | 4  | 6  | -2   |
| 6    | Alianza Lima                | 3   | 5 | 0 | 3 | 2 | 8  | 11 | -3   |

|  | Qualification pour la Copa Libertadores 1989 |

### Finale pour le titre
| 26 janvier 1989 | Sporting Cristal | 2 - 1 | Universitario de Deportes | Estadio Nacional, Lima |  |
|                 |                  |       |                           |                        |  |

## Bilan de la saison
| Championnat du Pérou de football 1988 |                             |
| Champion                              | Sporting Cristal (9e titre) |
| Qualifications continentales          |                             |
| Copa Libertadores 1989                | Sporting Cristal            |
| Copa Libertadores 1989                | Universitario de Deportes   |
| Promotions et relégations             |                             |
| Promus en Primera División            |                             |
| Relégués en Segunda División          |                             |